# Доња Папратница
Доња Папратница је насељено мјесто у Босни и Херцеговини у општини Какањ које административно припада Федерацији Босне и Херцеговине. Према попису становништва из 1991. у насељу је живјело 565 становника.

## Становништво
| Националност       | 1991.        | 1981.        | 1971.        |
| Муслимани          | 542 (95,92%) | 497 (96,31%) | 422 (98,36%) |
| Срби               | 21 (3,71%)   | 14 (2,71%)   | 7 (1,63%)    |
| Хрвати             | 0            | 1 (0,19%)    | 0            |
| Југословени        | 0            | 3 (0,58%)    | 0            |
| остали и непознато | 2 (0,35%)    | 1 (0,19%)    | 0            |
| Укупно             | 565          | 516          | 429          |